# Рю Сын Ван
Рю Сын Ван (кор. 류승완?, 柳昇完?; род. 15 декабря 1973, Онян-дон, Асан-си, Чхунчхон-Намдо, Республика Корея) — южнокорейский кинорежиссёр, сценарист и актёр.

## Ранние годы
Рю Сын Ван родился в 1973 году в небольшом городке Онян в провинции Чхунчхон-Намдо. Из-за жёсткой государственной цензуры выбор отечественных фильмов в основном ограничивался пропагандистскими фильмами и фильмами о хозяйках, и молодой Рю часто выбирал более кинетичные и беззаботные боевики из канона Shaw Brothers. Просмотр «Пьяного мастера» Джеки Чана превратил его в фаната на всю жизнь, и Рю провёл свою юность, накапливая знания и любовь к боевикам в гонконгском стиле. Мечтая когда-нибудь стать кинорежиссёром, он брал уроки тхэквондо и в течение трёх лет в средней школе копил деньги на обед, чтобы купить 8-миллиметровую камеру, с помощью которой он снимал короткометражные фильмы.

## Семья
Рю женат на Кан Хе Чжон, кинопродюсере и генеральном директоре их продюсерской компании Filmmaker R&K. Они познакомились, когда Кан была членом команды над его короткометражным фильмом Transmutated Head 1996 года.

## Фильмография
| Год  | Фильм                       | Режиссёр | Продюсер | Сценарист |
| ---- | --------------------------- | -------- | -------- | --------- |
| 2000 | «Умри молодым»              | Да       |          | Да        |
| 2002 | «Ни крови, ни слез»         | Да       |          | Да        |
| 2004 | «Арахан»                    | Да       |          | Да        |
| 2005 | «Кричащий кулак»            | Да       |          | Да        |
| 2006 | «Город насилия»             | Да       | Да       | Да        |
| 2008 | «Восточный шпионаж»         | Да       |          | Да        |
| 2010 | «Нечестная сделка»          | Да       | Да       |           |
| 2013 | «Берлинское дело»           | Да       |          | Да        |
| 2015 | «Ветеран»                   | Да       |          | Да        |
| 2017 | «Кунхам: Пограничный остров | Да       |          | Да        |
| 2021 | «Побег из Могадишо          | Да       |          | Да        |